# Тромбин
Тромбин (фактор свёртывания IIа) — сериновая протеаза, важнейший компонент системы свёртывания крови человека и животных. Тромбин относится к ферментам класса гидролаз (КФ 3.4.21.5), ген F2, кодирующий данный фермент, локализован на коротком плече (p-плечо) 11-й хромосомы человека. Катализирует гидролиз пептидных связей, образованных остатками аргинина и лизина, обладает ограниченной субстратной специфичностью. Главная его функция — превращение фибриногена в фибрин. Он действует также на несколько других факторов свертывания.

## Синтез
Тромбин образуется при ферментативном отщеплении двух участков от протромбина активированным фактором X (Xa). Активность фактора Xa существенно повышается при его связывании с активированным фактором V (Va), что приводит к образованию т.н. протромбиназного комплекса. Протромбин синтезируется в печени и подвергается ко-трансляционной модификации в ходе витамин K-зависимой реакции, приводящей к конвертации 10 остатков глутаминовой кислоты (Glu) в гамма-карбоксиглутаминовую кислоту (Gla). В присутствии кальция остатки гамма-карбоксиглутаминовой кислоты обеспечивают связывание протромбина с фосфолипидным бислоем мембраны. Недостаточность витамина K или присутствие антикоагулянта варфарина ингибирует образование гамма-карбоксиглутаминовой кислоты, что замедляет процесс свёртывания крови.
Уровень тромбина в крови постепенно повышается с момента рождения пока не достигнет нормального уровня взрослого человека: с концентрации 0,5 U/мл через 1 день после рождения до 0,9 U/мл в 6-месячном возрасте.

## Структура

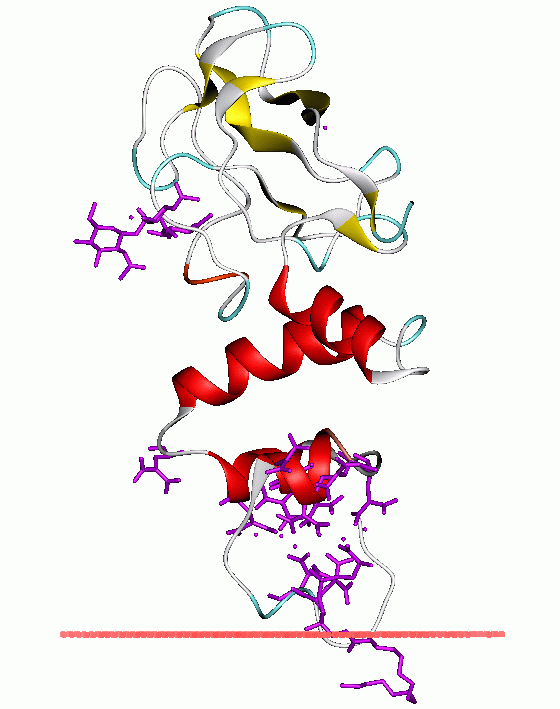
На рисунке показан заякоренный с помощью Gla-домена на мембране протромбин.

Молекулярная масса протромбина составляет приблизительно 72000 Да. Каталитический домен высвобождается из протромбинового фрагмента 1.2 для создания активного фермента тромбина с молекулярной массой 36000 Да. Структурно он является членом большого суперсемейства протеаз PA.
Структурно протромбин состоит из четырёх доменов; N-концевой Gla-домен, два крингл-домена и С-концевой домен трипсиноподобной сериновой протеазы. Фактор Ха совместно с фактором Vа в качестве кофактора и ионами Ca2+ образуют мультибелковый комплекс — протромбиназу, способную к расщеплению Gla и двух крингл-доменов (вместе образуя фрагмент, называемый фрагментом 1.2), и образующую тромбин, состоящий исключительно из С-концевого домена сериновой протеазы.
Как и в случае со всеми сериновыми протеазами, протромбин превращается в активный тромбин путём протеолиза внутренней пептидной связи, обнажая N-концевой остаток изолейцина — Ile-NH3. Историческая модель активации сериновых протеаз включает вставку этого новообразованного N-конца тяжёлой цепи в β-цилиндре, что способствует правильной конформации каталитических остатков. В отличие от кристаллических структур активного тромбина, исследования масс-спектрометрии с водородно-дейтериевым обменом показывают, что этот N-концевой остаток Ile-NH3 не встраивается в β-цилиндр в апо-форме тромбина. Однако связывание активного фрагмента тромбомодулина, по-видимому, аллостерически способствует активной конформации тромбина за счёт вставки этого N-концевого участка.

## Механизм действия
При активации общих путей свёртывания крови (внешнего и внутреннего), тромбин преобразует факторы XI в XIa, VIII в VIIIa, V в Va, фибриноген в фибрин и XIII в XIIIa. При превращении фибриногена в фибрин тромбин катализирует отщепление фибринопептидов А и В от соответствующих цепей Аα и Вβ фибриногена с образованием молекул фибрина-мономера.
Фактор XIIIa представляет собой фермент трансглутаминазу, которая катализирует образование поперечных сшивок — ковалентных связей между остатками лизина и глутамина молекул фибрина-мономера. Ковалентные связи повышают стабильность фибринового сгустка. Тромбин также взаимодействует с тромбомодулином, вызывая активацию протеина C.
В рамках своей активности в каскаде коагуляции тромбин также способствует активации и агрегации тромбоцитов посредством необратимого связывании и последующей активации PAR-рецепторов (PAR1 и PAR4), расположенных на клеточной  мембране тромбоцитов.

## Регуляция воспаления
Тромбин, помимо гемостаза, участвует в регуляции процессов воспаления. Его действие реализуется через рецепторы, активируемые протеазами и зависит от концентрации.

## См.также
- Свёртывание крови
- Тромбомодулин